# Szörény (Baranya)
Szörény est un village et une commune du comitat de Baranya en Hongrie.

## Histoire
En 1524, dans les dernières années de la  guerre hongro-ottomane, alors que le site a un des château fort parmi les plus importants du réseau de forteresses au sud du royaume de Hongrie, il capturé  par l'empire ottoman au terme de nombreux sièges.